# ウィリアム・ロクスバラ

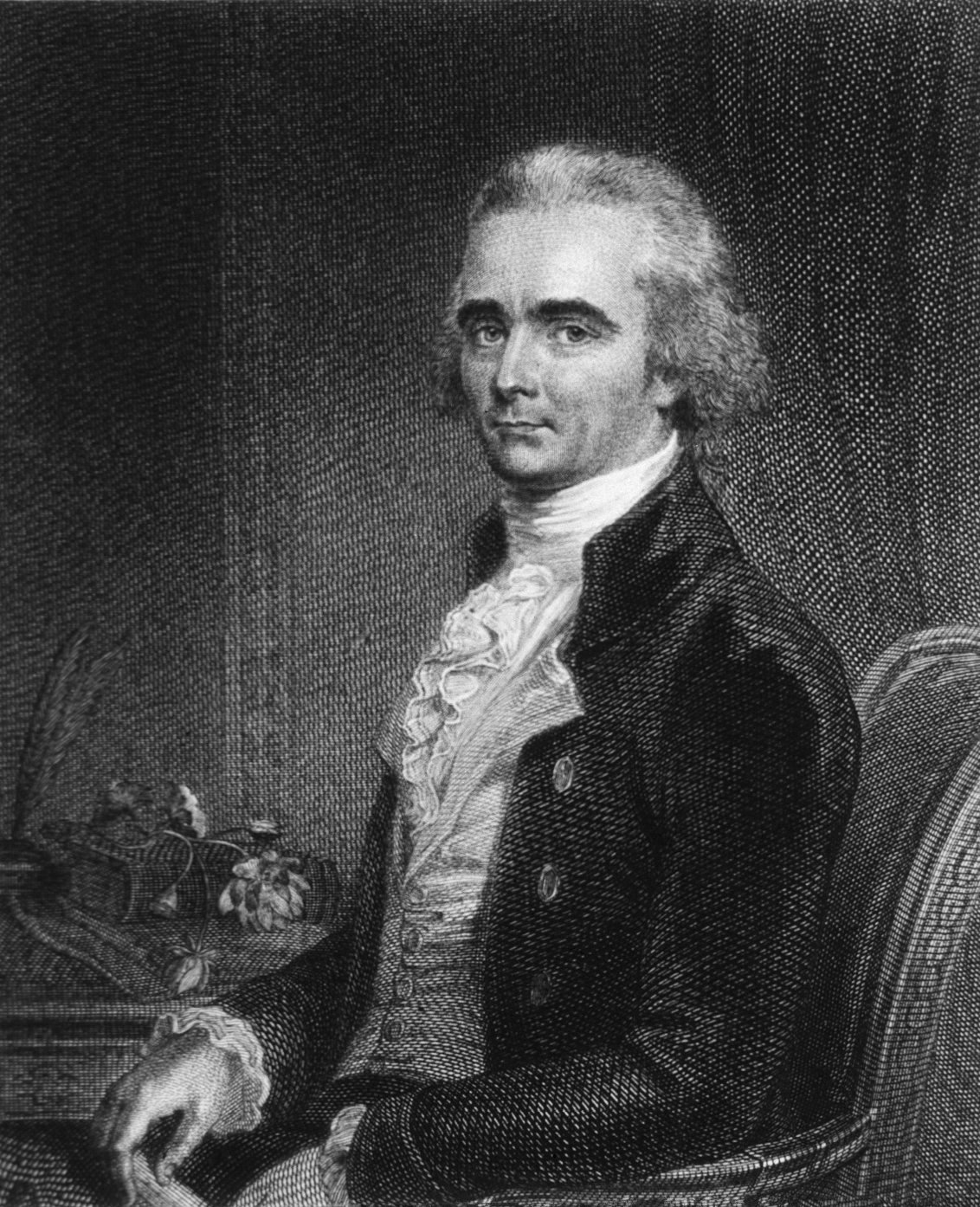
ウィリアム・ロクスバラ

ウィリアム・ロクスバラ（William Roxburgh FRSE FRCPE FLS、1751年6月29日 - 1815年4月10日）は、スコットランドの医師、植物学者である。長年インドの植物、気象の研究を行った。

## 生涯
エアシャーのクレイギー教区のアンダーウッドで生まれた。エディンバラ大学で医学を学んだ。17歳の時に東インド会社の船医の助手となり、2度、アジアに航海した。エディンバラ大学でジョン・ホープのもとで植物学も学んだ。1780年にマドラス医療団（Madras Medical Service）に医師助手として加わった。マドラスで関心は医学から植物学に転じ、東インド会社は彼の植物の知識を認め、 1781年にNorthern CircarsのSamalkot庭園の監督に任じた。ロクスバラは現地の画家を雇い植物画を描かせ、1790年までにその数は700になった。パトリック・ラッセル（Patrick Russell）の後をついで、東インド会社の博物学者となった。知識を深め、評価は高まって、カルカッタ植物園の創立者、ロバート・キッド将軍の代わりに、しばらくの間、植物園の管理を引き受けた。1793年にロバート・キッドの後を継いで、コルカタ近くのSibpurの東インド会社の庭園の監督となった。1814年に庭園の植物カタログ『ベンガル植物園』（Hortus Bengalensis）を出版し、ジョセフ・バンクスに多くの植物画を送った。
長年に渡って、地域の膨大な気象データを集め、熱帯地方の気象データ収集のパイオニアでもある。マドラスに到着以来、日に3度、気圧計、温度計のデータを記録した。ロクスバラの師のジョン・ホープも気象の研究者で、師の影響やスティーヴン・ヘールズやアンリ＝ルイ・デュアメル・デュ・モンソー（Henri-Louis Duhamel du Monceau）の気象理論の影響を受けたものである。長年の観測結果からインドの気候変動と飢饉の影響についての認識を深めた。
アジア協会の会員に選ばれ、しばしば価値の高い論文を紀要に投稿した。その中には樹脂状物質で体を覆う昆虫、ラックカイガラムシに関する論文がある。
1803年、1805年、1814年の3度、イギリス学術振興協会（Society for the Promotion of Arts）からその功績に対して金メダルを受賞した。1814年の受賞後、エディンバラに帰り、エディンバラで没した。没後、ウィリアム·ケアリーによって、『ロクスバラ博士のインドの植物』（Dr. William Roxburgh's Flora Indica; or Descriptions of Indian Plants）が出版された。